# Unterhalt (Deutschland)
Das Unterhaltsrecht gibt Bedürftigen, die ihren eigenen Unterhalt nicht selbst bestreiten können, einen Anspruch auf Gewährung von Unterhalt. Unterhaltsverpflichtet können Ehegatten, geschiedene Ehegatten, Eltern ehelicher und nichtehelicher Kinder (Kindesunterhalt) und Verwandte gerader Linie sein. In Deutschland ist der Unterhalt im Bürgerlichen Gesetzbuch (BGB) geregelt. Das Unterhaltsrecht wurde zum 1. Januar 2008 durch das Gesetz zur Änderung des Unterhaltsrechts umgestaltet. Zu beachten sind ferner die von den einzelnen Oberlandesgerichten herausgegebenen unterhaltsrechtlichen Leitlinien, die sich im Detail durchaus unterscheiden können.

## Kindesunterhalt, Elternunterhalt, Unterhalt wegen Verwandtschaft (§§1601 bis 1615 BGB)
Nur Verwandte in gerader Linie (Großeltern–Eltern-Kinder-Enkel) sind einander unterhaltspflichtig. Der Verwandtenunterhalt umfasst den gesamten Lebensbedarf einschließlich der Kosten einer angemessenen Berufsausbildung, § 1610 Abs. 2 BGB.
Wichtigster Unterfall des Verwandtenunterhalts ist der Kindesunterhalt – der Unterhalt, den Eltern gegenüber ihren Kindern zu leisten haben. Kindesunterhalt ist unterschiedslos für eheliche und uneheliche Kinder zu leisten. Heiratet das Kind oder geht eine eingetragene Lebenspartnerschaft ein, so haftet anstelle der Eltern der Partner (§ 1608 Satz 1 BGB i. V. m. §§ 1360, 1360a BGB). Ist dieser nicht oder nur teilweise leistungsfähig, etwa weil sich beide Partner noch in der Ausbildung befinden, haften ersatzweise die Verwandten des Unterhaltsbedürftigen – in der Regel die Eltern – für den fehlenden Anteil; ist er selbstverschuldet nicht leistungsfähig, kann ihm ein fiktives Einkommen angerechnet werden, das deren Unterhaltspflicht mindert.
Aber auch der Elternunterhalt ist nicht bedeutungslos. Bei Kindern, die für die Pflege ihrer Eltern aufkommen sollen, gilt ein höherer Selbstbehalt und insofern eine geringere Unterhaltspflicht. Nach dem Bundesverfassungsgericht darf die Lebensstellung der Kinder und deren eigene Altersvorsorge nicht nachhaltig durch Unterhaltsleistungen an die Eltern beeinträchtigt werden. (Fraglich bei Großelternteilen.)
Bei Großeltern, die für die Enkel unterhaltspflichtig sind, weil der eigentlich unterhaltspflichtige Elternteil nicht oder nicht ausreichend leistungsfähig ist, gelten nicht die strengen Anforderungen einer gesteigerten Unterhaltspflicht. Der Selbstbehalt (Eigenbedarf des Unterhaltspflichtigen) ist deutlich höher.

## Unterhalt infolge einer Ehe
Unterschieden wird zwischen der Unterhaltspflicht zwischen geschiedenen Ehegatten (§§ 1569 ff. BGB) und zwischen verheirateten Eheleuten, welche die eheliche Lebensgemeinschaft aufgelöst haben (Trennungsunterhalt, § 1361 BGB). Für Lebenspartner gilt das Unterhaltsrecht der Ehe entsprechend. § 5, § 12 und § 16 LPartG verweisen auf das Unterhaltsrecht im Bürgerlichen Gesetzbuch.

### Familienunterhalt (§§1360 bis 1360b BGB)
Er wird in intakten Familien geschuldet. Er umfasst alles, was nach den konkreten Verhältnissen erforderlich ist, um die Kosten des Haushalts zu bestreiten und die persönlichen Bedürfnisse der Ehegatten und den Lebensbedarf der gemeinsamen unterhaltsberechtigten Kinder zu befriedigen, sowie in bestimmten Fällen die Finanzierung von Gerichtsprozessen mittels eines Prozesskostenvorschusses gem. § 1360a Abs. 4 BGB. Beide Eheleute haben zum Familienunterhalt beizutragen, wobei der die Haushaltsführung übernehmende Teil in der Regel allein dadurch seine Unterhaltspflicht erfüllt (vgl. § 1360 Satz 2 BGB). Zum Familienunterhalt gehört auch ein Taschengeldanspruch für persönliche Bedürfnisse (ca. 5–7 % des Einkommens).

### Trennungsunterhalt
Haben die Ehegatten während des Bestehens einer Ehe die eheliche Lebensgemeinschaft aufgelöst, besteht ein Unterhaltsanspruch nach § 1361 BGB (Trennungsunterhalt). Für die Höhe des Unterhaltsanspruchs, die Bedürftigkeit des Berechtigten, die Leistungsfähigkeit des Verpflichteten und die Verwirkung gilt das zum nachehelichen Unterhalt Gesagte. Der Trennungsunterhalt richtet sich stets nach den ehelichen Lebensverhältnissen und kann weder befristet werden noch auf einen angemessenen Lebensbedarf herabgesetzt werden. Im Unterschied zum nachehelichen Unterhaltsanspruch unterliegt derjenige, welcher den Hausstand führte, im Trennungsjahr auch keiner Erwerbsobliegenheit.

### Unterhalt des geschiedenen Ehegatten
Grundsätzlich hat jeder Ehegatte nach Scheidung die Obliegenheit, seinen eigenen Unterhalt selbst zu besorgen (§ 1569 BGB). Soweit er dazu außerstande ist oder eine Erwerbstätigkeit ihm nicht zuzumuten ist, hat er Anspruch auf Gewährung des Unterhalts (Bedürftigkeit). Dies gilt nicht, soweit der andere Ehegatte nicht leistungsfähig ist.
Unterschieden werden folgende nacheheliche Unterhaltsarten:
1. Kindesbetreuungsunterhalt (§ 1570 BGB);
2. Unterhalt wegen Alters (§ 1571 BGB);
3. Unterhalt wegen Krankheit oder Gebrechen (§ 1572 BGB);
4. Unterhalt wegen Erwerbslosigkeit (§ 1573 Abs. 1 BGB);
5. Aufstockungsunterhalt (§ 1573 Abs. 2 BGB);
6. Ausbildungsunterhalt (§ 1575);
7. Unterhalt aus Gründen der Billigkeit (§ 1576 BGB).

Die in der Praxis wichtigsten Unterhaltsansprüche sind die wegen Betreuung eines Kindes und der Aufstockungsunterhalt.
Betreuungsunterhalt kann der geschiedene Ehegatte, der ein gemeinsames Kind pflegt und erzieht, für mindestens drei Jahre nach der Geburt des Kindes verlangen. Die Dauer des Betreuungsunterhalts verlängert sich, wenn es, insbesondere mit Rücksicht auf die Möglichkeiten einer Kinderbetreuung, bei Berücksichtigung der Gestaltung der Kinderbetreuung und Erwerbstätigkeit in der Ehe oder der Dauer der Ehe der Billigkeit entspricht.
Das Urteil des Bundesgerichtshofs vom 18. März 2009 besagt:
„Im Rahmen einer Billigkeitsentscheidung über eine Verlängerung des Betreuungsunterhalts aus kindbezogenen Gründen nach § 1570 Abs. 1 Satz 2 und 3 BGB ist stets zunächst der individuelle Umstand zu prüfen, ob und in welchem Umfang die Kindesbetreuung auf andere Weise gesichert ist oder in kindgerechten Betreuungseinrichtungen gesichert werden könnte. Denn mit der Neugestaltung des nachehelichen Betreuungsunterhalts in § 1570 BGB hat der Gesetzgeber für Kinder ab der Vollendung des dritten Lebensjahres den Vorrang der persönlichen Betreuung aufgegeben.“
Der Betreuungsunterhalt ist nicht auf minderjährige Kinder beschränkt. Auch für die Betreuung von volljährigen behinderten Kindern kann der geschiedene Ehegatte Betreuungsunterhalt verlangen, sofern die persönliche Betreuung des Kindes notwendig ist.
Der Aufstockungsunterhalt gleicht unter anderem ehebedingte Nachteile aus. Ist z. B. die Ehefrau nach der Eheschließung keiner Erwerbsarbeit mehr nachgegangen, wird der daraus resultierende Nachteil in ihrem beruflichen Fortkommen nach Scheidung dadurch ausgeglichen, dass sie Anspruch auf Aufstockung ihres nachehelichen Einkommens auf das eheliche Niveau hat. Die Höhe berechnet sich nach der sogen. Differenzmethode. Der mehrverdienende geschiedene Ehegatte muss aufgrund des Erwerbstätigenbonus nicht die Hälfte, sondern meist 45 % der Einkommensdifferenz an den weniger verdienenden, geschiedenen Ehegatten leisten. Dem Familienrichter ist durch das Gesetz zur Änderung des Unterhaltsrechts die Möglichkeit gegeben worden, den Aufstockungsunterhalt zu befristen oder auf einen angemessenen Unterhalt herabzusetzen, wenn der Unterhaltsberechtigte keine ehebedingten Nachteile erlitten hat, weil er z. B. während der Ehe im gleichen Umfang berufstätig war, wie er es auch unverheiratet gewesen wäre. Auf der anderen Seite kann das Vorhandensein ehebedingter Nachteile eine Befristung des Unterhalts ausschließen. Damit ist auch noch heute die Ausurteilung lebenslanger Unterhaltszahlungen ohne gleichzeitige Gegenleistung möglich.
Unterhaltsansprüche können erst von dem Monat an geltend gemacht werden, in dem der Unterhaltspflichtige aufgefordert wurde, Auskunft über sein Einkommen zu erteilen und Unterhalt zu bezahlen. Es kommt darauf an, in welchem Monat der Unterhaltspflichtige das entsprechende Schreiben erhält.

#### Geschichtliches zur Dauer
Bis 2007 einschließlich ist im Allgemeinen von einem Altersphasenmodell ausgegangen worden: Ist es während der Ehe dazu gekommen, dass ein Ehegatte wegen der Betreuung der Kinder seine Erwerbstätigkeit ganz oder teilweise eingestellt hat, hat der die Kinder betreuende Ehegatte erst ab einem bestimmten Alter der Kinder eine Erwerbstätigkeit aufzunehmen.
Nach einer gesetzlichen Änderung zum Januar 2008 wurde dies in der Literatur und in der Rechtsprechung unterschiedlich ausgelegt. Einige Senate erwarteten die Aufnahme einer Vollzeittätigkeit ab dem 4. Lebensjahr, wenn Betreuungsmöglichkeiten vorhanden sind. Andere Senate stützten sich auf ein Altersphasenmodell der folgenden Art: Ab dem 4. Lebensjahr eines Kindes bis zu Grundschulzeit kann eine geringfügige Tätigkeit erwartet werden. Danach schließt sich bis zum 14. Lebensjahr eine Halbtagsbeschäftigung an. Ab dem 14. Lebensjahr wird dann eine Vollzeittätigkeit erwartet.
Daher hat der Bundesgerichtshof im März 2009 im Wortlaut das oben angeführte Urteil gesprochen und ferner explizit ausgeführt:
„Soweit ... in Rechtsprechung und Literatur zu der seit dem 1. Januar 2008 geltenden Fassung des § 1570 BGB abweichende Auffassungen vertreten werden, die an das frühere Altersphasenmodell anknüpfen und eine Verlängerung des Betreuungsunterhalts allein vom Kindesalter abhängig machen, sind diese im Hinblick auf den eindeutigen Willen des Gesetzgebers nicht haltbar. ... Ein Altersphasenmodell, das bei der Frage der Verlängerung des Betreuungsunterhalts aus kinderbezogenen Gründen allein auf das Alter des Kindes abstellt, wird diesen Anforderungen nicht gerecht.“

#### Höhe des Unterhalts (Bedarf)
Das Maß des Unterhalts bestimmt sich nach den ehelichen Lebensverhältnissen (§ 1578 Abs. 1 BGB). Der Bedarf errechnet sich aus dem vormaligen ehelichen Gesamteinkommen, was jedem Teil hälftig zufällt (Halbteilungsgrundsatz). Zu berücksichtigen sind grundsätzlich sämtliche Einkünfte (Lohn eines abhängig Beschäftigten, Gewinn eines Selbständigen, Kapitalzinsen, Mietzinsen, BAföG usw.) und vermögenswerte Vorteile (z. B. Nutzung einer Eigentumswohnung). In die Berechnung wird der Vermögensstamm des Verpflichteten nicht mit einbezogen. Eine nacheheliche Steigerung des Einkommens beim Verpflichteten kommt dem Berechtigten aber insoweit zugute, dass die Steigerung einer Normalentwicklung entspricht (z. B. tarifliche Beförderung durch Zeitablauf nach Scheidung der Ehe). Zum durch die Ehe geprägten Standard gehört nicht der infolge einer neuen Ehe erzielte Splittingvorteil.

##### Berechnungsmethoden
Bei der Additionsmethode werden zunächst die (bereinigten) eheprägenden Einkünfte beider Ehegatten zusammengezählt (addiert). Die Summe wird durch zwei geteilt, da nach deutschem Recht jedem die Hälfte zusteht (Halbteilungsgrundsatz). Diese Hälfte ist dann der konkrete Bedarf des jeweiligen Ehegatten – also die Geldmenge, die für die Beibehaltung des in der Ehe vorhandenen Lebensstandards erforderlich ist. Den zustehenden Unterhalt erhält man schließlich durch Abzug der vorhandenen Einkünfte.
In das eheliche Gesamteinkommen einzustellen ist seit dem Urteil des BGH vom 13. Juni 2001 auch der (fiktive) Wert der Haushaltsführung und der Kindererziehung (Differenz- oder Surrogationsmethode). Der Wert bemisst sich nach dem Einkommen, das der haushaltsführende und kindererziehende Teil durch Aufnahme einer Erwerbsarbeit hätte erzielen können. Nimmt eine Hausfrau nach der Scheidung eine Erwerbsarbeit auf, wird das erzielte Einkommen als Surrogat für ihre bisherige Dienst- und Fürsorgeleistungen innerhalb der Familie gesehen.

##### Bereinigtes Nettoeinkommen
Von den Einkünften eines jeden geschiedenen Ehegatten sind die öffentlich-rechtlichen Abgaben (Steuern, Beiträge), die Fahrtkosten zur Arbeitsstätte (Pauschale von 5 % des Nettoeinkommens oder konkrete Berechnung möglich) und sonstige dienstlichen Aufwendungen, Zinsen für ein ehebedingtes Darlehen und angemessene Ausgaben für die Daseinsvorsorge absetzbar.
Abzuziehen sind auch andere Unterhaltsverpflichtungen gegenüber vorrangig Berechtigten. Darunter fällt insbesondere der Kindesunterhalt.

##### Erwerbstätigenbonus
Vom bereinigten Nettoeinkommen kann ein Betrag abgezogen werden, welcher dem erwerbstätigen geschiedenen Ehegatten gegenüber dem nicht erwerbstätigen einen Anreiz zur Arbeitsfortsetzung bieten soll. Arbeiten beide vormaligen Ehegatten, so können beide von ihrem bereinigten Nettoeinkommen den Erwerbstätigenbonus abziehen. Der Erwerbstätigenbonus beträgt nach den Süddeutschen Leitlinien, denen sich zu Beginn des Jahres 2021 auch die Norddeutschen angeschlossen haben, 10 % des bereinigten Nettoeinkommens.

#### Bedürftigkeit des Berechtigten
Anmerkung: Der Begriff des notwendigen Lebensunterhaltes im Sozialrecht ist nicht deckungsgleich mit dem zivilrechtlichen Unterhaltsbegriff. Siehe hierzu insbesondere Arbeitslosengeld II, Sozialhilfe (Deutschland), Grundsicherung.
Bedürftig ist, wer sich nicht selbst unterhalten kann oder wem das Bestreiten eines eigenen Unterhalts nicht zumutbar ist. Deshalb ist ein vom Berechtigten erzieltes eigenes Einkommen von der Höhe des Unterhalts in Abzug zu bringen. Die Höhe des Unterhalts ist um das bereinigte Nettoeinkommen abzüglich des Erwerbstätigenbonus des Berechtigten zu mindern.

#### Leistungsfähigkeit des Verpflichteten und Mangelfall
Der Verpflichtete unterliegt einer Erwerbsobliegenheit, um seine Leistungsfähigkeit zu erhalten oder herzustellen. Verletzt er die Erwerbsobliegenheit, kann das Familiengericht zur Berechnung des Unterhaltsbedarfs das Einkommen ansetzen, welches der Unterhaltsverpflichtete bei ordnungsgemäßer Erfüllung seiner Erwerbsobliegenheit erzielt hätte. Das ermöglicht dem Unterhaltsberechtigten, den Vermögensstamm des Verpflichteten anzugreifen.
Nach Abzug der Unterhaltspflichten muss dem Verpflichteten noch mindestens zur Bestreitung des eigenen Lebensbedarfs ein Selbstbehalt bleiben.
Kann aus dem Einkommen des Berechtigten nicht jeder Unterhaltsanspruch in voller Höhe berichtigt werden (Mangelfall), erfolgt die Tilgung in Gemäßheit mit § 1609 BGB. Seit 2008 sind Unterhaltsansprüche in folgender Reihenfolge zu erfüllen: Erstrangig zu tilgen sind die Ansprüche minderjähriger unverheirateter Kinder und Kinder bis zur Vollendung des 21. Lebensjahres, die bei den Eltern leben und sich in der Schulausbildung befinden. Zweitrangig sind Unterhaltsansprüche eines Elternteils für die Betreuung eines Kindes (Betreuungsunterhalt nach § 1570 BGB oder § 1615l BGB) zu tilgen, unabhängig davon, ob der Verpflichtete mit dem Berechtigten verheiratet war oder nicht. Drittrangig ist der Unterhaltsanspruch eines ehemaligen Ehegatten des Verpflichteten.
Bis zu der zum 1. Januar 2008 eingetretenen Veränderung war noch entscheidend, ob der betreuende Elternteil zuvor mit dem anderen verheiratet war, und die Ansprüche waren in einer anderen Reihenfolge zu tilgen. Die Gesetzesänderung hat eheliche und uneheliche Eltern und Kinder gleichgestellt und die Stellung der Kinder gestärkt.

#### Wegfall, Befristung und Herabsetzung
Der Ehegatten-Unterhaltsanspruch entfällt, wenn der Berechtigte wieder heiratet (§ 1586 BGB).
Durch das Gesetz zur Änderung des Unterhaltsrechts wurde die Möglichkeit einer Befristung des Anspruchs auf Aufstockungsunterhalt nach § 1578b Abs. 2 BGB geschaffen. Zuvor kann die Höhe des zu gewährenden Unterhalts schrittweise von dem Maß der ehelichen Lebensverhältnisse auf einen angemessenen Bedarf herabgesetzt werden. In der Möglichkeit der Herabsetzung und Befristung kommt der Grundgedanke des Unterhaltsrechts zum Ausdruck, dass es jedermann selbst obliegt zuvörderst für seinen eigenen Unterhalt zu sorgen. Durch den Aufstockungsunterhalt, der sich grundsätzlich an den ehelichen Lebensverhältnissen orientiert, sollen ehebedingte Nachteile, die ein Ehegatte erlitt, ausgeglichen werden. Haben beide Ehegatten während der Ehe immer gearbeitet, egal ob Kinder zu betreuen waren oder nicht, und war die Erwerbstätigkeit während der Ehe keine andere als vor der Ehe, dann sind durch die Ehe keine Nachteile entstanden, auch wenn ein Ehegatte weniger verdient. Er würde auch dann nicht mehr verdienen, wenn er gar nicht geheiratet hätte. Infolge der Reform hat das Familiengericht durch Herabsetzung und Befristung des Aufstockungsunterhalts jetzt die Möglichkeit, den berechtigten Ehegatten durch den nach der Scheidung zu zahlenden Unterhalt nicht mehr so zu stellen, als ob er nicht geschieden wäre, sondern so zu behandeln, als ob er nicht geheiratet hätte.
Der BGH bestätigte im November 2009 die Möglichkeit, den Unterhalt bei einer erneuten Heirat zu reduzieren. Es sei nicht nur der Unterhaltsbedarf vorhandener Kinder, sondern auch der des neuen Ehegatten zu berücksichtigen. Der Unterhalt des neuen Ehegatten sei „zum Zwecke der Gleichbehandlung so zu ermitteln, als wäre die neue Ehe ebenfalls geschieden“.

#### Verwirkung
Alle Unterhaltsarten infolge einer Ehe können nach § 1579 BGB ganz oder teilweise verwirkt werden.
Der Unterhalt ist insbesondere verwirkt, wenn nur eine Kurzzeitehe, in der Regel weniger als zwei Jahre, bestand.
Eine Verwirkung tritt auch ein, wenn der Unterhaltsberechtigte mit einem Dritten in einer verfestigten nichtehelichen Lebenspartnerschaft lebt. Ein Berechtigter, welcher eine nichteheliche Lebensgemeinschaft eingeht, soll nicht besser stehen als im Falle einer Wiederverheiratung.
Eine Verwirkung tritt auch ein, wenn der Berechtigte gegen den Verpflichteten oder einen von dessen Verwandten (z. B. Kinder) eine schwere Straftat begeht oder wenn der Berechtigte seine Bedürftigkeit mutwillig herbeigeführt hat.

#### Unterhaltsbetrug
§ 263 stellt Betrug unter Strafe, worunter auch Unterhaltsbetrug fällt. Liegt eine täuschende Handlung vor und der Leistungserbringer hat dem Empfänger kein Geld geschuldet, ist dies Betrug.

### Verzicht
Aufgrund der Neuregelung in § 1585c BGB muss die Vereinbarung eines Verzichts auf nachehelichen Unterhalt – soweit sie vor der Rechtskraft der Scheidung geschlossen werden soll – notariell beurkundet werden. Ein Verzicht, bei dem die Interessen betreuungsbedürftiger Kinder beeinträchtigt werden oder Sozialhilfebedürftigkeit  herbeigeführt wird, ist unwirksam.
Auf Trennungsunterhalt kann für die Zukunft nicht verzichtet werden, auch nicht durch einen notariellen Vertrag. Auf bereits angefallenen Trennungsunterhalt (Rückstand) kann verzichtet werden.

## Unterhalt für nicht verheiratete Mütter oder Väter
Der schwangeren Mutter und dem ein nichteheliches Kind betreuenden Elternteil ist Unterhalt geschuldet, soweit diese wegen der Schwangerschaft oder der Pflege und Erziehung des Kindes keiner Erwerbstätigkeit nachgehen können: Hierfür soll durch die Unterhaltsverpflichtung ein Ausgleich geschaffen werden (§ 1615l BGB).
Der BGH hat 2005 entschieden, dass dem unterhaltspflichtigen Elternteil gegenüber dem unterhaltsberechtigen ein Selbstbehalt zusteht, der zwischen 840 € und 1.000 € liegt, und eine Höhe von 920 € vorgeschlagen. Der Selbstbehalt ist gleich hoch, unabhängig davon, ob die Eltern voneinander geschieden sind oder nie miteinander verheiratet waren.
Nach den seit 2008 fast gleich lautenden § 1570 und § 1615l BGB ist Betreuungsunterhalt bzw. Erziehungsunterhalt mindestens für die ersten drei Jahre zu gewähren, danach ist eine Einzelfallprüfung notwendig. Der Mindestbedarf des erziehenden Elternteils beträgt seit dem 1. Juli 2005 770 €.

### Geschichtliches zur Höhe
Vor dem 30. Juni 2005 betrug der Selbstbehalt gegenüber nichtehelichen Unterhaltsberechtigten 1.000 €, gegenüber geschiedenen 840 €, sodass nichteheliche Unterhaltsberechtigte im Mangelfall (d. h. der Unterhaltspflichtige kann nicht den gesamten Unterhalt zahlen) bis zu 160 € weniger Unterhalt bekamen.
In der Praxis steht dem geschiedenen Leistungserbringer im ungünstigsten Fall 840 € im Monat zu, wobei die Höhe des Einkommens unerheblich ist, bei nichtehelichen Leistungserbringern stehen diesen 160 € mehr zu.

### Geschichtliches zur Dauer
Übereinstimmend ging bis 2007 die Rechtsprechung davon aus, dass bis zum Alter eines ehelichen Kindes von acht Jahren beziehungsweise bis zum Ende seiner Grundschulzeit für den betreuenden Elternteil keine Erwerbsobliegenheit besteht. Demgegenüber war der in § 1615l BGB normierte Anspruch eines Elternteils, der ein nichteheliches Kind betreut und deshalb einer Erwerbstätigkeit nicht nachgeht, deutlich schwächer ausgestaltet. Die Verpflichtung des anderen Elternteils zur Gewährung von Unterhalt an den betreuenden Elternteil endete gemäß § 1615l Abs. 2 Satz 3 BGB im Regelfall spätestens drei Jahre nach der Geburt des Kindes.
Wegen der damit indirekt verbundenen Benachteiligung nichtehelicher Kinder ist dies auf verfassungsrechtliche Bedenken gestoßen. Vor dem Bundesverfassungsgericht ist deshalb mit Blick auf die durch Art. 6 Abs. 5 Grundgesetz gebotene Gleichbehandlung nichtehelicher Kinder (der betreuende Elternteil aus geschiedenen Ehen erhält mindestens bis zum achten Lebensjahr des jüngsten Kindes Unterhalt) unter 1 BvL 9/04 ein vom Oberlandesgericht Hamm mit Beschluss vom 16. August 2004 eingeleitetes Normenkontrollverfahren anhängig gewesen, und vor dem Bundesgerichtshof wurde darüber und über die in § 1615l BGB angeordnete Nachrangigkeit dieses Unterhalts in zwei Revisionsverfahren am 11. Dezember 2004 und am 15. Dezember 2004 mündlich verhandelt.
Im Februar 2007 hat das Bundesverfassungsgericht die bis dahin gültige Regelung zur unterschiedlichen Dauer des Unterhaltsanspruchs nach Art. 6 Abs. 5 GG für verfassungswidrig erklärt.
Am 24. Oktober 2007 einigte sich die CDU/CSU-Spitze auf einen Kompromiss, der im Wesentlichen § 1570 und § 1615l BGB gleich lauten lässt. Einzig in § 1570 BGB ist noch durch Abs. 2 eine Klausel zum Ausgleich ehe- und erziehungsbedingter Nachteile eingefügt worden. Dieser Kompromiss wurde bei der Koalitionstagung am 4. November 2007 übernommen, am 7. November 2007 vom Rechtsausschuss des Bundestages unverändert empfohlen und wurde am 9. November 2007 unverändert vom Plenum des Bundestages beschlossen. Nach Zustimmung des Bundesrates und des Bundespräsidenten wurde das Gesetz zur Änderung des Unterhaltsrechts am 28. Dezember 2007 im Bundesgesetzblatt veröffentlicht und ist somit rechtsgültig.
Somit konnte eine verfassungskonforme Regelung im Rahmen der Unterhaltsrechtsreform schon zum 1. Januar 2008 in Kraft treten. Im Interesse der Kinder werden die betreuenden Elternteile finanziell künftig gleich behandelt, unabhängig vom rechtlichen Stand der Beziehung zwischen Mutter und Vater.

## Unterhalt nach Art der Gewährung
Rechtsgrundlage ist § 1612 BGB.

### Barunterhalt
Unter Barunterhalt versteht man die Zahlung eines Geldbetrags. Diese Form des Unterhalts stellt den häufigsten Fall einer Unterhaltsverpflichtung dar.

### Betreuungsunterhalt
Betreuungsunterhalt wird gegenüber minderjährigen Kindern durch deren Pflege und Erziehung erbracht und ist dem Barunterhalt grundsätzlich gleichgestellt. Der betreuende Elternteil muss dem betreuten minderjährigen Kind also keinen Barunterhalt zahlen. Normiert ist dies in § 1606 Abs. 3 Satz 2 BGB.

### Naturalunterhalt
Naturalunterhalt ist durch Deckung der Bedürfnisse eines Unterhaltsberechtigten durch Naturalleistungen zu erbringen; beispielsweise durch Bereitstellung einer Wohnung, Zahlung von Heizkosten an den Vermieter, Zahlung der Telefonrechnung, Kauf von Kleidern, Pflege eines in der Pflegeversicherung eingestuften Kindes.

## Selbstbehalt
Die Oberlandesgerichte billigen dem Unterhaltspflichtigen je nach Verhältnis zum Unterhaltsbedürftigen verschiedene Selbstbehalte zu.

## Verfahrensrecht
Unterhaltsstreitigkeiten sind Sache der Familiengerichte, diese sind Abteilungen der Amtsgerichte. Rechtsmittelgerichte sind die örtlich zuständigen Oberlandesgerichte.
Grundlage sind Leitlinien und Tabellen, die aber keine Gesetzeskraft haben, sondern nur wiedergeben, wie Unterhalt nach deren Meinung zu berechnen ist. In der Regel orientieren sich aber die Familiengerichte des jeweiligen Gerichtsbezirks (= OLG-Bezirke) daran. Am bekanntesten ist die Düsseldorfer Tabelle, in der Einzelheiten zum Kindesunterhaltsanspruch, zum Ehegattenunterhaltsanspruch sowie zum Elternunterhalt geregelt sind.
Weiterhin bekannt sind auch die Süddeutschen Leitlinien der Oberlandesgerichte Bamberg, Karlsruhe, München, Nürnberg, Stuttgart und Zweibrücken.

## Sanktionen bei Unterhaltspflichtverletzung
Wer seiner Unterhaltsverpflichtung nicht nachkommt, kann nach deutschem Recht gemäß § 170 Strafgesetzbuch (StGB) wegen Unterhaltspflichtverletzung bestraft werden. Eine Bestrafung kommt allerdings nur dann in Betracht, wenn mutwillig, trotz Leistungsfähigkeit weder Unterhalt gezahlt noch in Naturalien, das heißt durch Unterkunftbereitstellung, Betreuung und Versorgung, erbracht oder eine Arbeit aufgegeben oder ausgeschlagen wird.
Ein Unterhaltstitel ist mittels Zwangsvollstreckung durchsetzbar. Ein solcher Titel kann beispielsweise in einer Jugendamtsurkunde, einer notariell beurkundeten Unterhaltsverpflichtung, einem Gerichtsurteil oder -beschluss oder einem Anwaltsvergleich mit Vollstreckbarkeitserklärung bestehen.

## Steuerrecht
Der Unterhaltspflichtige kann in seiner Einkommensteuererklärung den Unterhalt bis zur Höhe des Grundfreibetrags als außergewöhnliche Belastung geltend machen; bei geschiedenen und dauernd getrennt lebenden Ehepaaren kommt auch ein Abzug als Sonderausgabe in Frage. Der Kindesunterhalt kann aber nicht als außergewöhnliche Belastung abgezogen werden, wenn ein Anspruch (ggf. des anderen Elternteils) auf Kindergeld bzw. Kinderfreibetrag besteht.

## Weiterführende Literatur
- Bürgerliches Gesetzbuch (BGB), hauptsächlich die §§ 1360, 1361, 1569–1586, 1601–1615
- Volker Lipp (Hrsg.): Reform des Unterhaltsrechts. 5. Göttinger Workshop zum Familienrecht. (= Göttinger juristische Schriften; Bd. 3). Universitäts-Verlag, Göttingen 2007, ISBN 978-3-938616-72-7 (Volltext als PDF)
- Martin Menne, Birgit Grundmann (Hrsg.): Das neue Unterhaltsrecht. Einführung, Gesetzgebungsverfahren, Materialien mit Musterberechnungen, Beispielen und Synopse. Bundesanzeiger-Verlag, Köln 2008, ISBN 978-3-89817-492-3
- Johannes Münder: Familienrecht. 5. Auflage. Luchterhand Verlag, München 2005, ISBN 3-472-06151-0 (dort: 4. Teil, Kapitel 7–9)
- Niepmann, Birgit / Schwamb, Werner: Die Entwicklung des Unterhaltsrechts seit Anfang 2013 (Vorgängeraufsatz: „...seit Mitte 2012“, NJW 2013, 662), NJW 2013, 2719